# Politiken-Fonden
Politiken-Fonden er en dansk erhvervsdrivende fond, der blev stiftet i 1884.
Fonden ejer 88% af aktierne i Politiken Holding, der sammen med Jyllands Posten Holding ligeligt ejer mediehuset JP/Politikens Hus. Fondens formål er gennem besiddelse af aktiemajoriteteen i Politiken Holding at sikre og underbygge fundamentet for udgivelsen af dagbladene Politiken og Ekstra Bladet og de dertil knyttede virksomheder. Samtidig yder fonden støtte til kulturelle og journalistiske formål, bl.a. efteruddannelse af journalister.
Fonden udpeger halvdelen af bestyrelsen for JP/Politikens Hus. Tilsvarende kontrolleres Jyllands-Posten af Jyllands-Postens Fond.

## Bestyrelse
Politiken-Fondens bestyrelse består af ti medlemmer – syv, der er uafhængige af Ekstra Bladet og Politiken, og tre, der er udpeget blandt medarbejderne på de to aviser. Pr.  maj 2022 er medlemmerne af bestyrelsen:
- Lars Munch (formand)
- Karsten Ohrt (næstformand)
- Torben M. Andersen
- Anita Bay Bundegaard
- Susanne Juhl
- Finn Junge-Jensen
- Dorte Marianne Olesen
- Uffe Ring-Petersen
- Bjarne Schilling
- Mads Glenn Wehlast